# Xian de Luhuo
Le xian de Luhuo (chinois : 炉霍县 ; pinyin : Lúhuò Xiàn ou Draggo zong (tibétain : བྲག་འགོ་རྫོང་།, Wylie : brag 'go rdzong, pinyin tibétain : Draggo Zong) est un district administratif de la province du Sichuan en Chine. Il est placé sous la juridiction de la préfecture autonome tibétaine de Garzê.

## Démographie
La population du district était de 37 843 habitants en 1999.

## Histoire
Alors que 16 Tibétains se sont immolés depuis mars 2011 protestant contre la répression menée par la Chine, le 25 janvier 2012, les forces de l'ordre ont fait feu sur des manifestants tibétains dans le district, faisant au moins quatre morts.
En janvier 2022, une statue du bouddha Maitreya et le bâtiment du temple du monastère Gaden Namyal Ling, le monastère de Drakgo, qui l'abritait dans le comté de Drago ont été détruits peu après la destruction d'une autre statue d'un bouddha fin 2021 dans le même comté. Wang Dongsheng, chef du comté, était présent lors de cette destruction et a été témoin des brutalités policières contre les Tibétains locaux s'opposant à la démolition.
Entre fin mai et juin 2025 à Lungrab Zang-ri, près du monastère de Janggang, dans le comté de Drakgo, les autorités chinoises auraient démoli plus de 300 stupas bouddhistes et une statue sacrée de Padmasambhava, rappelant la Révolution culturelle.